# Esenbeckia panamensis
Esenbeckia panamensis là một loài thực vật có hoa trong họ Cửu lý hương. Loài này được T.S.Elias mô tả khoa học đầu tiên năm 1979.